# Charles Féré
Charles Féré, né à Auffay dans la Seine-Maritime le 13 juin 1852 et mort à Paris (16e) le 22 avril 1907, est un médecin français.

## Biographie
Charles Féré était l'unique enfant d'une famille de paysans aisés. Il fit ses études au lycée Corneille de Rouen avant d'entrer à l'école de médecine de cette ville. Il eut alors pour professeur le chirurgien de l'Hôtel-Dieu de Rouen Achille Flaubert (1813-1882), le frère de l'écrivain Gustave Flaubert. Charles Féré devint par la suite l'interne et le secrétaire particulier du neurologue Jean Martin Charcot (1825-1893) à la Salpêtrière en 1881, puis le médecin en chef du laboratoire de Bicêtre à partir de 1887.

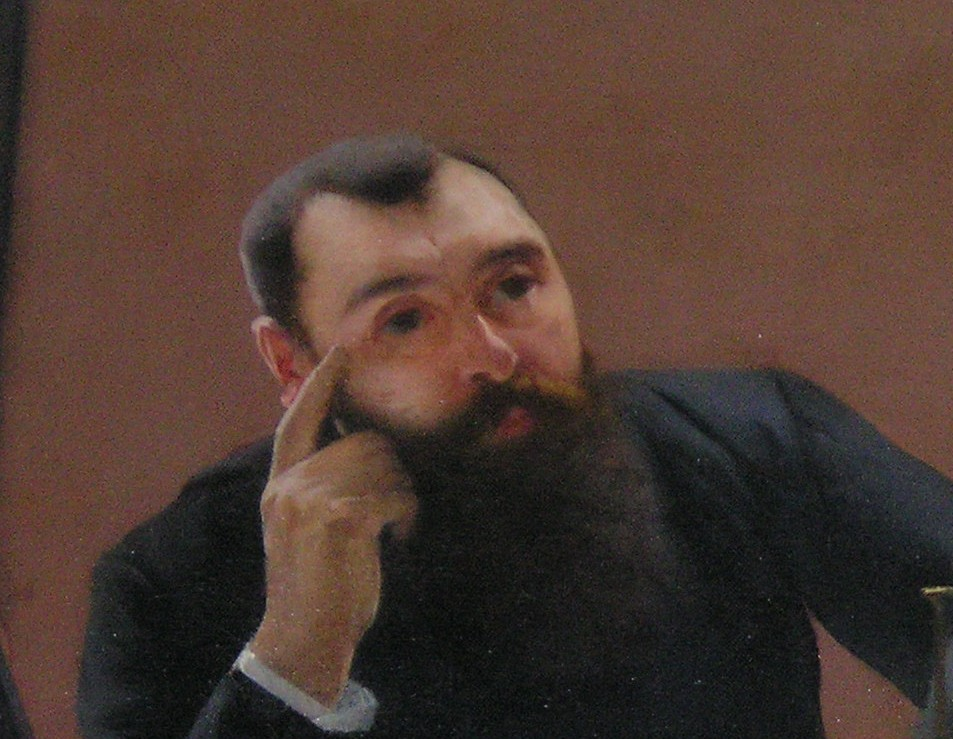
Charles Féré par André Brouillet, Une leçon clinique à la Salpêtrière, détail, 1887.

Il est l'auteur de nombreux ouvrages sur la médecine, la psychologie, la sexualité et la criminalité. Il appartenait à de nombreuses sociétés savantes : Société de biologie, Société d'anthropologie, Société médico-psychologique, Société de psychologie physiologique, Society for Psychical Research, Société de médecine de Rouen.
Il fut un ami personnel d'Alfred Binet (1857-1911), avec lequel il écrivit plusieurs articles sur l'hypnose et la psychologie expérimentale.
La nécrologie parue dans Le Progrès médical du 1er mai 1907 mentionne "ses expériences mémorables sur le «travail musculaire » et la « physiologie des mouvements volontaires », sur le rôle des excitations sensitives et sensorielles dans la « fatigue musculaire » et sur leur enregistrement graphique, sur la « sensation et le mouvement », sur le travail et le « temps de réaction » " qui avaient contribué à sa réputation. Ces recherches devaient l'amener à une longue collaboration inattendue avec une musicienne, la pianiste Marie Jaëll (1846-1925) dont il fit la connaissance lorsqu'elle publia son premier ouvrage en 1896, fruit de ses recherches pédagogiques La musique et la psychophysiologie.
Dans ses souvenirs et mémoires, publiés en 1915, l'écrivain nationaliste Léon Daudet fit de Charles Féré un portrait corrosif : « Huron rempli de lectures », « dévot du néant », « servant du matérialisme ».
Son portrait peint par l'artiste Moïna Binet, la mère d'Alfred Binet, est conservé au Musée Flaubert et d'histoire de la médecine de Rouen.

## Principaux ouvrages
- Sensation et mouvement : études expérimentales de psycho-mécanique, Paris, Félix Alcan, coll. «Bibliothèque de philosophie contemporaine», 1887.
- Le Magnétisme animal, Paris, Alcan, coll. «Bibliothèque scientifique internationale», 1887 (avec Alfred Binet)
- Dégénérescence et criminalité : essai physiologique, Paris, Félix Alcan, coll. «Bibliothèque de philosophie contemporaine», 1888
- La Pathologie des émotions, Paris, Alcan, 1892
- La Famille névropathique, Paris, Alcan, 1894
- L'Instinct sexuel, Paris, Alcan, 1899

## Sources
1. ↑  Son acte de décès (n° 763) dans les registres de décès du 16e arrondissement de Paris pour l'année 1907.

- Léon Daudet, Souvenirs des milieux littéraires, politiques, artistiques et médicaux de 1880 à 1905, Livre de Poche, Paris, 1968
- (en) Dictionary of Philosophy and Psychology, New York, Londres, 1905, 3 vol.